# Кия (приток Киялы-Бурти)
Кия — река, протекает в Актюбинской области Казахстана и в Оренбургской области России. Правый приток реки Киялы-Буртя.

## География
Река Кия берёт начало севернее села Шевченко Актюбинской области. Течёт на запад. По реке в верхнем и нижнем течении проходит Российско-казахстанская граница. На реке расположено приграничное казахстанское село Кия. Река Кия впадает в реку Киялы-Буртя у аула Борте (бывш. село Студенческое). Устье реки находится в 36 км по правому берегу реки Киялы-Буртя. Длина реки составляет 42 км.

## Данные водного реестра
По данным государственного водного реестра России относится к Уральскому бассейновому округу, водохозяйственный участок реки — Урал от города Орск до впадения реки Сакмара, речной подбассейн реки — Подбассейн отсутствует. Речной бассейн реки — Урал (российская часть бассейна).